# Steinhügel im Bodensee
Die Reihe von Steinhügeln im Bodensee ist eine 2015 neu entdeckte prähistorische Gruppe künstlicher Aufschüttungen vor dem thurgauischen Ufer im Bodensee.
Die etwa fünf Kilometer lange Reihe flacher Hügel aus Feldsteinen erstreckt sich in der Flachwasserzone von Bottighofen bis Romanshorn. Die 170 künstlichen Bodenformen liegen rund 200 Meter vom heutigen Ufer entfernt in einer Tiefe von bis zu vier Metern unter der aktuellen Seeoberfläche auf den natürlichen feinen Sedimentschichten. Die Steinhaufen haben einen Durchmesser von rund 20 bis 30 Metern. Das gesamte Volumen der zum See getragenen Steine, die wohl eiszeitlich auf dem Land in der Umgebung des Sees abgelagert worden waren, dürfte nach ersten Schätzungen etwa bei 85'000 Kubikmeter liegen, was einem Gewicht von rund 110'000 Tonnen entsprechen könnte.
Die Objekte wurden 2015 bei einer präzisen Seevermessung durch die Landesanstalt für Umwelt, Messungen und Naturschutz Baden-Württemberg, Langenargen (LUBW) entdeckt. Nach ersten Abklärungen seit 2015 untersuchten das Amt für Archäologie des Kantons Thurgau und das Geologische Institut der Universität Bern 2019 einige Stellen bei Uttwil mit Unterwassergrabungen, Bodenradarmessungen, Kernbohrungen in den Sedimenten und einer Radiokohlenstoffdatierung.
Die bisherigen Forschungsergebnisse zeigen, dass die jedenfalls mit einem erheblichen Arbeitsaufwand errichtete Anlage in der Bronzezeit oder allenfalls schon in der späten Jungsteinzeit entstand. Um über den Zweck und die kulturelle Einordnung der Hügelkette, die auch in den Seeboden eingeschlagene Holzpfähle aufweist, näheren Aufschluss zu erhalten, sind noch weitere Studien erforderlich. Diskutiert wird die These, die Hügel seien in einer Epoche mit einem deutlich tieferen Wasserstand des Bodensees ungefähr in der damaligen Uferzone errichtet worden.
Auch am deutschen Nordufer bei Lindau, Unteruhldingen, Sipplingen sowie Konstanz-Staad sind vergleichbare Strukturen seit zum Teil über 100 Jahren bekannt. Von dort liegen aber keine archäologischen Untersuchungen vor. Ebenfalls altbekannt sind die "Steinberge" des zentralschweizerischen Zugersees, von denen einer bei Cham-Eslen vollständig ausgegraben worden ist.